# Liste der Monuments historiques in Taintrux
Die Liste der Monuments historiques in Taintrux führt die Monuments historiques in der französischen Gemeinde Taintrux auf.

## Liste der Objekte
| Bezeichnung                   | Beschreibung                             | Standort                              | Kennzeichnung | Schutzstatus | Datum | Bild |
| ----------------------------- | ---------------------------------------- | ------------------------------------- | ------------- | ------------ | ----- | ---- |
| Orgel                         | Ensemble aus PM88001158 und PM88001159   | in der Kirche St-Georges (Lage)       | PM88001157    | Classé       | 1998  |      |
| Orgelprospekt                 | 1848 von Jean-Nicolas Jeanpierre gebaut  | in der Kirche St-Georges (Lage)       | PM88001159    | Classé       | 1998  |      |
| Instrumentalteil der Orgel    | 1848 von Jean-Nicolas Jeanpierre gebaut  | in der Kirche St-Georges (Lage)       | PM88001158    | Classé       | 1998  |      |
| Reiterskulptur Heiliger Georg | Stein, erste Hälfte des 16. Jahrhunderts | außen an der Kirche St-Georges (Lage) | PM88001805    | Inscrit      | 1981  |      |